# Premio Nacional de Restauración y Conservación de Bienes Culturales
El Premio Nacional de Restauración y Conservación de Bienes Culturales es un galardón anual otorgado por el Ministerio de Cultura de España. Se otorga en reconocimiento público a personas o instituciones que, por sus obras o por su participación activa en el ámbito de la restauración y conservación, han contribuido al enriquecimiento del Patrimonio Cultural de España. Fue creado en 1994 y está dotado con 30 000 euros.

## Galardonados
- 2024 - Ana Laborde, por su destacada contribución a la conservación y restauración del patrimonio cultural.
- 2023 - Tomás Antelo Sánchez, por su contribución al desarrollo de las técnicas de imagen aplicadas a la investigación e interpretación del patrimonio cultural en el contexto de la restauración y conservación del mismo.
- 2022 - María de los Ángeles Querol, por su papel relevante en la inclusión de la gestión del Patrimonio Cultural como materia en la formación reglada de las universidades españolas, por sentar las bases para conseguir el reconocimiento social de la arqueología como actividad profesional frente al intrusismo y su defensa de la gestión del Patrimonio Cultural como instrumento para la conservación y restauración de los bienes culturales.[2]
- 2021 - María Pía Timón Tiemblo, por su contribución a la visibilidad, a la conservación, restauración y reconocimiento social a través de los Planes Nacionales de Salvaguardia del Patrimonio Cultural Inmaterial y de Arquitectura Tradicional.
- 2020 - Araceli Pereda Alonso por su larga trayectoria dedicada a la conservación del Patrimonio Cultural a través de su gestión y puesta en valor.[3]
- 2019 - El equipo de restauración del Museo del Prado por la calidad del trabajo llevado a cabo desde la creación de la institución.[4]
- 2018 - José María Pérez, Peridis, por su extensa e innovadora trayectoria en la conservación y puesta en valor del patrimonio cultural, así como su extraordinaria labor en educación patrimonial y mediación social.[5]
- 2017 - Carmen Añón por su labor pionera en la puesta en valor de jardines históricos y paisajes culturales.[6][7]
- 2016 - Antonio Almagro por el carácter pionero de su obra, que se concreta en la aplicación de las nuevas tecnologías al patrimonio cultural y en el desarrollo de estudios interdisciplinares desde un enfoque global de la conservación y restauración de los bienes culturales, incluyendo el análisis de la dimensión territorial y paisajística.[8]
- 2015 - Nieves Valentín Rodrigo, por su trayectoria profesional en el campo de la conservación del patrimonio cultural y control del biodeterioro, avalada por prestigiosos organismos nacionales e internacionales, y por el carácter innovador y sostenible de sus aportaciones.[9]
- 2014 - Estudio B.A.B. Arquitectos, por el Plan Director para la Recuperación del Patrimonio Cultural de Lorca y a José María Cabeza Méndez en la categoría “Trayectoria excepcional en el ámbito de la conservación del Patrimonio Cultural, personal o institucional”.[10]
- 2013 - Juan Carlos Pérez Ferrer y Jesús Serrano Rodríguez por el «Proyecto de conservación y restauración del Oratorio de San Felipe Neri» en Cádiz, y Arsenio Sánchez Hernampérez, por su trayectoria excepcional en el ámbito de la conservación del Patrimonio Cultural.[11]
- 2012 - José Miguel Noguera Celdrán, Andrés Cánovas Alcaraz, María José Madrid Balanza, Izaskun Martínez Peris, Atxu Amann Alcocer y Nicolás Maruri Mendoza por el «Proyecto integral de recuperación y conservación del Barrio Foro Romano del Molinete», en la ciudad de Cartagena. Reconocimiento concedido por la calidad de una intervención pluridisciplinar que incluye la investigación arqueológica, la restauración de bienes culturales, la musealización del conjunto y la difusión, con un componente importante de participación social.[1]
- 2011 - Grupo Español del Instituto Internacional de Conservación en reconocimiento a su amplia trayectoria como asociación y exponente de la participación de la sociedad civil en la conservación, investigación, formación y difusión del patrimonio cultural.[12]
- 2010 - Rafael Alonso por su dilatada trayectoria profesional en la conservación de obras pictóricas.[13]
- 2009 - Programa Andalucía Barroca, de la Junta de Andalucía por su carácter de proyecto global y continuado en el tiempo, formulado mediante la recuperación y el tratamiento de series completas de bienes culturales de diversa naturaleza. El jurado ha querido reconocer la labor de Jesús Romero Benítez en su propuesta, diseño y ejecución del Programa.[12]
- 2008 - Fernando Mendoza Castells por la obra de restauración integral de la Colegiata del Divino Salvador de Sevilla, poniendo en valor los diferentes elementos arquitectónicos, escultóricos y arqueológicos (BOE 22-12-2008).[14]
- 2007 - Fuensanta Nieto de la Cierva y Enrique Sobejano García por su proyecto de renovación del antiguo Colegio de San Gregorio (Museo Nacional de Escultura) de Valladolid, que ha servido para readaptar sus espacios y actualizar sus instalaciones con gran respeto a los valores arquitectónicos del edificio original y de acuerdo con las exigencias de un museo actual (BOE 14-12-2007).[15]
- 2006 - Instituto Andaluz de Patrimonio Histórico (IAPH) por su destacada labor en la teoría y práctica de la conservación y restauración y especialmente por los trabajos que, en el año 2005, culminaron en la reposición del Giraldillo original de la Giralda de Sevilla, según proyecto de un equipo interdisciplinar dirigido por Román Fernández-Baca (BOE 4-1-2006).[16]
- 2005 - Ayuntamiento de Galera como propietario del Yacimiento Argárico del Castellón Alto en Galera por la intervención y puesta en valor en dicho Yacimiento. (BOE 28-12-2005).[17]
- 2004 - Judith Gasca Miramont, Ángeles Solís Parra y Silvia Viana Sánchez por los trabajos llevados a cabo durante el año 2003 para la recuperación de vaciados históricos de la Real Academia de Bellas Artes de San Fernando de Madrid. (BOE 7-1-2005).[18]
- 2003 - Juan Ruiz Pardo como director del equipo multidisciplinar de la intervención sobre las pinturas murales de Goya en la Ermita de San Antonio de la Florida. (BOE 7-1-2004).[19]
- 2002 - Ex aequo a Alfonso Jiménez Martín, Arquitecto y Maestro Mayor de Fábrica de la Catedral de Sevilla y a Teresa Laguna Paúl, historiadora del Arte y Documentalista de la Catedral de Sevilla, por la labor que con gran dedicación y ejemplar apoyo del Cabildo llevan a cabo para la conservación y restauración de este singular monumento y sus colecciones. (BOE, 29/01/2003).[20]
- 2001 - Vicente Viñas Torner por su dilatada labor en el campo de la conservación y restauración de obras de papel, pergamino y otros soportes, con la cual ha logrado un gran prestigio internacional y ha formado numerosos equipos especializados dentro y fuera de nuestro país. El jurado quiere destacar la capacidad creadora del galardonado que ha sido un verdadero pionero y renovador de este campo de la restauración que tiene por objeto la conservación y recuperación de una parte tan fundamental de nuestro patrimonio como es el documental, bibliográfico y artístico sobre papel. (BOE, 07/03/2002).[21]
- 2000 - Valentín Berriochoa Sánchez-Moreno en atención a sus trabajos en pro de la conservación del patrimonio catedralicio español y en especial por la redacción de los planes directores de las catedrales de Salamanca y Toledo. Muy especialmente son destacables los trabajos de restauración que dirige en las catedrales Nueva y Vieja de Salamanca que, en su día, fueron objeto de su brillante tesis doctoral. (BOE, 20/02/2001).[22]
- 1999 - La Iglesia Catedral de la Seo del Salvador, de Zaragoza por la calidad de la restauración realizada y la modélica colaboración desarrollada entre entidades públicas y privadas para su consecución. En la catedral han trabajado hasta cuatro arquitectos: Ángel Peropadre, de 1978 y 1987; Ignacio García-Valiño, entre el 87 y el 92, y Mariano Pemán y Luis Franco, que remataron las obras (BOE, 14/03//2000).[23]
- 1998 - Ex aequo a Institución Príncipe de Viana de Navarra y al Servicio de Patrimonio Arquitectónico Local de la Diputación de Barcelona.- (BOE, 12/05/1999).[24]
- 1997 - José Velicia Berzosa, a título póstumo por su labor excepcional como impulsor de Las Edades del Hombre y su entusiasmo y eficacia en la labor de conservación y restauración del Patrimonio Histórico Español. (BOE, 17/03/1998).[25]
- 1995 - Juan Pablo Rodríguez Frade por su restauración del Palacio de Carlos V de Granada. (BOE, 29/01/1996).
- 1994 - Gran Hotel de Palma de Mallorca, por la restauración de la obra de Domenech i Montaner